# Ernst Künz
Ernst Künz   (23 de febrer de 1912 - 21 d'agost de 1944) fou un futbolista austríac que va competir durant la dècada de 1930. Jugava de defensa.
El 1936 va prendre part en els Jocs Olímpics d'Estiu de Berlín, on guanyà la medalla de plata en la competició de futbol. A nivell de clubs jugà al FC Lustenau, al FC Brühl St. Gallen (1936-38) i a l'Eintracht Frankfurt des de 1938. El 1944 fou declarat desaparegut en acció de guerra al front oriental, a Lituània.